# Prix Jean Vigo
De Prix Jean Vigo is een in 1951 ingestelde Franse filmprijs, genoemd naar de regisseur Jean Vigo.
Ieder jaar, op de geboortedag van Vigo, selecteert een jury van Franse critici, filmmakers en voorgaande winnaars een of twee Franse filmmakers die in hun optiek, net als Vigo, "een originele stijl hebben en onafhankelijk van geest zijn".

## Winnaars
| Jaar | Korte films                                                            | Speelfilms                                                              |
| ---- | ---------------------------------------------------------------------- | ----------------------------------------------------------------------- |
| 1951 | La Montagne est verte, Jean Lehérissey                                 | -                                                                       |
| 1952 | La Grande Vie, Henri Schneider                                         | -                                                                       |
| 1953 | Crin-Blanc, Albert Lamorisse                                           | -                                                                       |
| 1954 | Les Statues meurent aussi, Alain Resnais & Chris Marker                | -                                                                       |
| 1955 | Émile Zola, Jean Vidal                                                 | -                                                                       |
| 1956 | Nuit et brouillard, Alain Resnais                                      | -                                                                       |
| 1957 | Léon la lune, Alain Jessua                                             | -                                                                       |
| 1958 | Les Femmes de Stermetz, Louis Grospierre                               | -                                                                       |
| 1959 | -                                                                      | Le Beau Serge, Claude Chabrol                                           |
| 1960 | ...Enfants des courants d'air, Édouard Luntz                           | À bout de souffle, Jean-Luc Godard                                      |
| 1961 | -                                                                      | La Peau et les os, Jean-Paul Sassy; Jacques Panijel                     |
| 1962 | 10 juin 1944, Maurice Cohen                                            | La Guerre des boutons, Yves Robert                                      |
| 1963 | La Jetée, Chris Marker                                                 | Mourir à Madrid, Frédéric Rossif                                        |
| 1964 | La Saint Firmin, Robert Destanques                                     | La Belle Vie, Robert Enrico                                             |
| 1965 | Fait à Coaraze, Gérard Belkin                                          | -                                                                       |
| 1966 | -                                                                      | La Noire de..., Ousmane Sembène                                         |
| 1967 | -                                                                      | Qui êtes-vous, Polly Maggoo?, William Klein                             |
| 1968 | Désirée, Fernand Moszkowicz                                            | O Salto, Christian de Chalonge                                          |
| 1969 | Le Deuxième ciel, Louis Roger                                          | L'Enfance nue, Maurice Pialat                                           |
| 1970 | La Passion selon Florimond, Louis Gomes                                | Hoa-Binh, Raoul Coutard                                                 |
| 1971 | Derniers hivers, Jean Charles Tacchella                                | Remparts d'argile, Jean-Louis Bertucelli                                |
| 1972 | -                                                                      | Continental Circus, Jérôme Laperroussaz                                 |
| 1973 | Le Soldat et les trois soeurs, Pascal Aubier                           | Absences répétées, Guy Gilles                                           |
| 1974 | Septembre chilien, Théo Robichet; Bruno Muel                           | Un homme qui dort, Bernard Queysanne; Georges Perec                     |
| 1975 | La Corrida, Christian Broutin                                          | L'Histoire de Paul, René Féret                                          |
| 1976 | Caméra, Christian Paureilhe                                            | L'Affiche rouge, Frank Cassenti                                         |
| 1977 | -                                                                      | Paradiso, Christian Bricout                                             |
| 1978 | -                                                                      | Bako, l'autre rive, Jacques Champreux                                   |
| 1979 | Nuit féline, Gérard Marx                                               | Certaines nouvelles, Jacques Davila                                     |
| 1980 | -                                                                      | Ma blonde entends-tu dans la ville?, René Gilson                        |
| 1981 | -                                                                      | Le Jardinier, Jean-Pierre Sentier                                       |
| 1982 | Lourdes l'hiver, Marie-Claude Treilhou                                 | L'Enfant secret, Philippe Garrel                                        |
| 1983 | La Fonte de Barlaeus, Pierre-Henry Salfati                             | Vive la sociale, Gérard Mordillat                                       |
| 1985 | Eponine ou Le fer à repasser, Michel Chion                             | Le Thé au harem d'Archimède, Mehdi Charef                               |
| 1986 | Poussière d'étoiles, Agnès Merlet                                      | Maine Océan, Jacques Rozier                                             |
| 1987 | Pondichéry, juste avant l'oubli, Joël Farges                           | Buisson ardent, Laurent Perrin                                          |
| 1988 | Elle et lui, François Margolin                                         | La Comédie du travail, Luc Moullet                                      |
| 1989 | Le Porte-plume, Marie-Christine Perrodin                               | Chine ma douleur, Sijie Dai                                             |
| 1990 | Elli fat mat, Michel Such                                              | Mona et moi, Patrick Grandperret                                        |
| 1991 | La Vie des morts, Arnaud Desplechin                                    | Le Brasier, Éric Barbier                                                |
| 1992 | Des filles et des chiens, Sophie Fillières                             | Paris s'éveille, Olivier Assayas                                        |
| 1993 | Faits et gestes, Emmanuel Descombes                                    | Les histoires d'amour finissent mal... en général, Anne Fontaine        |
| 1994 | 75 centilitres de prière, Jacques Maillot                              | Trop de bonheur, Cédric Kahn                                            |
| 1995 | Tous à la manif, Laurent Cantet                                        | N'oublie pas que tu vas mourir, Xavier Beauvois                         |
| 1996 | -                                                                      | Encore, Pascal Bonitzer                                                 |
| 1997 | Soyons amis!, Thomas Bardinet                                          | La vie de Jésus, Bruno Dumont                                           |
| 1998 | Les Corps ouverts, Sébastien Lifshitz                                  | Dis-moi que je rêve, Claude Mouriéras                                   |
| 1999 | Le Bleu du ciel, Christian Dor                                         | La vie ne me fait pas peur, Noémie Lvovsky                              |
| 2000 | Filles de mon pays, Yves Caumon                                        | Saint-Cyr, Patricia Mazuy De l'histoire ancienne, Orso Miret            |
| 2001 | -                                                                      | Candidature, Emmanuel Bourdieu Ce vieux rêve qui bouge, Alain Guiraudie |
| 2002 | L'Arpenteur, Sarah Petit; Michel Klein                                 | Royal Bonbon, Charles Najman                                            |
| 2003 | La Coupure, Nathalie Loubeyre                                          | Toutes ces belles promesses, Jean-Paul Civeyrac                         |
| 2004 | La Nuit sera longue, Olivier Torres                                    | Quand je serai star, Patrick Mimouni                                    |
| 2005 | La Peau trouée, Julien Samani                                          | Les Yeux clairs, Jérôme Bonnell                                         |
| 2006 | De sortie, Thomas Salvador                                             | Le Dernier des fous, Laurent Achard                                     |
| 2007 | Silêncio, François-Jacques Ossang                                      | La France, Serge Bozon                                                  |
| 2008 | Les Paradis perdus, Hélier Cisterne                                    | Nulle part, terre promise, Emmanuel Finkiel                             |
| 2009 | Montparnasse, Mikhael Hers                                             | L'Arbre et la Forêt, Olivier Ducastel en Jacques Martineau              |
| 2010 | La République, Nicolas Pariser                                         | Un poison violent, Katell Quillévéré                                    |
| 2011 | La Dame au chien, Damien Manivel                                       | Les Chants de Mandrin, Rabah Ameur-Zaïmeche                             |
| 2012 | La Règle de trois, Louis Garrel en La Vie parisienne, Vincent Dietschy | L'Âge atomique, Héléna Klotz                                            |
| 2013 | Le Quepa sur la vilni !, Yann Le Quellec                               | L'Enclos du temps, Jean-Charles Fitoussi                                |
| 2014 | Inupiluk, Sébastien Betbeder                                           | Mange tes morts : Tu ne diras point, Jean-Charles Hue                   |
| 2015 | Le Dernier des Céfrans, Pierre-Emmanuel Urcun                          | La Peur, Damien Odoul                                                   |
| 2016 | Le Gouffre, Vincent Le Port                                            | La Mort de Louis XIV, Albert Serra                                      |
| 2017 | Le Film de l'été, Emmanuel Marre                                       | Barbara, Mathieu Amalric                                                |